# Angelica glauca
Angelica glauca är en växtart i släktet kvannar (Angelica) och familjen flockblommiga växter. Den beskrevs av Michael Pakenham Edgeworth 1846.
Arten är en perenn ört som förekommer i Asien, från Afghanistan i väster till centrala Kina i öster.